# Dragan Šolak
Dragan Šolak (en serbe cyrillique : Драган Шолак) est un joueur d'échecs serbe né le 30 mars 1980 à Vrbas. Grand maître international depuis 2001, il est affilié à la fédération turque depuis 2011,.
Dragan Šolak a remporté l'open de Dubaï en 2015.